# Bataille d'Isly (1250)
Pour les articles homonymes, voir Bataille d'Isly.
La bataille d'Isly s'est déroulée en 1250, lorsque les forces mérinides d'Abu Yahya ben Abd al-Haqq ont mis en déroute l'armée zianide de Yaghmoracen Ibn Ziane.

## Contexte
En 1248, les Mérinides s'emparent de Fès après un siège de la ville à la suite d'un contexte favorable octroyé par la victoire des Zianides lors de la bataille d'Oujda en 1248 résultant à la mort du souverain Muminide Almohade Abu al Hassan as Said al Mutadid créeant une crise de succession et une désorganisation de ceux-çi permettant aux Mérinides d'envahir le Maroc à partir du Maghreb central après avoir attaqué les forces Almohades en déroutes. Les Almohades trop faibles ne parviennent pas à secourir la ville, poussant ses habitants à reconnaître l'autorité d'Abu Yahya ben Abd al-Haqq. Celui-ci accorde l'amân tant aux habitants qu'aux soldats, et maintient même la garnison almohade de la ville. Abu Yahya après avoir nommé Essaoûd ben Kherbache comme gouverneur de la ville, part pour le Fazaz en vue de s'emparer du pays des Zenata. Il enlève Taza aux Almohades, et soumet certaines tribus zénètes de la région.
Son expédition est cependant interrompue lorsqu'il apprend la révolte des habitants de Fès soutenue par des anciens soldats almohades dont parmi-eux, un corps chrétiens de 200 hommes acquis à la cause almohade. Essaoûd est tué et la ville retombe sous domination almohade. Abu Yahya marche immédiatement en direction de Fès, et remet le siège devant la ville. Le calife almohade Abu Hafs Umar al-Murtada, trop faible pour pouvoir aider, implore l'assistance de Yaghmoracen Ibn Ziane, qui s'est taillé son propre royaume à Tlemcen et est devenu souverain du Maghreb central, Qui souhaite sauvé les assiégés habitants de Fez, ceux qui ont fait actes de soumission au souverain de Marrakech qui implore l'aide du souverain de Tlemcen qui souhaite s'emparé des états Mérinides par la même occasion.

## Déroulement
En apprenant le départ de Yaghmoracen Ibn Ziane en vue de secourir Fès, Abu Yahya ben Abd al-Haqq laisse une partie de son armée continuer le siège, et prend la direction de Tlemcen. L'armée mérinide rencontre les forces zianides au bord de l'Oued Isly, près d'Oujda. Après un dur combat, les Zianides sont mis en déroute,, et Yaghmoracen fuit vers Tlemcen, et abandonne son camp après l'avoir incendié. Abu Yahya s'en empare avec tout ce qu'il y a, puis repart continuer le siège de Fès.

## Sources

### Sources bibliographiques
1. 1 2 3  Documents pour servir à l'étude du Nord Ouest africain 1894, p. 6
2. 1 2  al-Nasiri 1934, p. 32
3. 1 2  al-Nasiri 1934, p. 33
4. 1 2 3 4  al-Nasiri 1934, p. 34

#### Francophone
- Ahmed ben Khâled Ennâsiri Esslâoui. (trad. de l'arabe par Ismaël Hamet), Kitâb Elistiqsâ li-Akhbâri doual Elmâgrib Elaqsâ [« Le livre de la recherche approfondie des événements des dynasties de l'extrême Magrib »], vol. XXXIII : Les Mérinides, Paris, Librairie Honoré Champion, coll. « Archives marocaines », 1934 (lire en ligne)
- Maximilien Antoine Cyprien Henri Poisson de La Martinière, Napoléon Lacroix, Documents pour servir à l'étude du Nord Ouest africain, Gouvernement général de l'Algérie, Service des affaires indigènes, 1894, 1143 p. (lire en ligne)